# Tanglewood International Tennis Classic 1973
Il Tanglewood International Tennis Classic 1973 è stato un torneo di tennis. È stata la 3ª edizione del torneo, che fa parte del Commercial Union Assurance Grand Prix 1973. Si è giocato a Tanglewood negli Stati Uniti dal 12 al 18 agosto 1973.

## Campioni

### Singolare maschile
Jaime Fillol ha battuto in finale  Gerald Battrick con il punteggio di 6–2, 6–4

### Doppio maschile
Bob Carmichael /  Frew McMillan hanno battuto in finale  Ismail El Shafei /  Brian Fairlie con il punteggio di 6–3, 6–4